# Jalaluddin Firuz Khalji

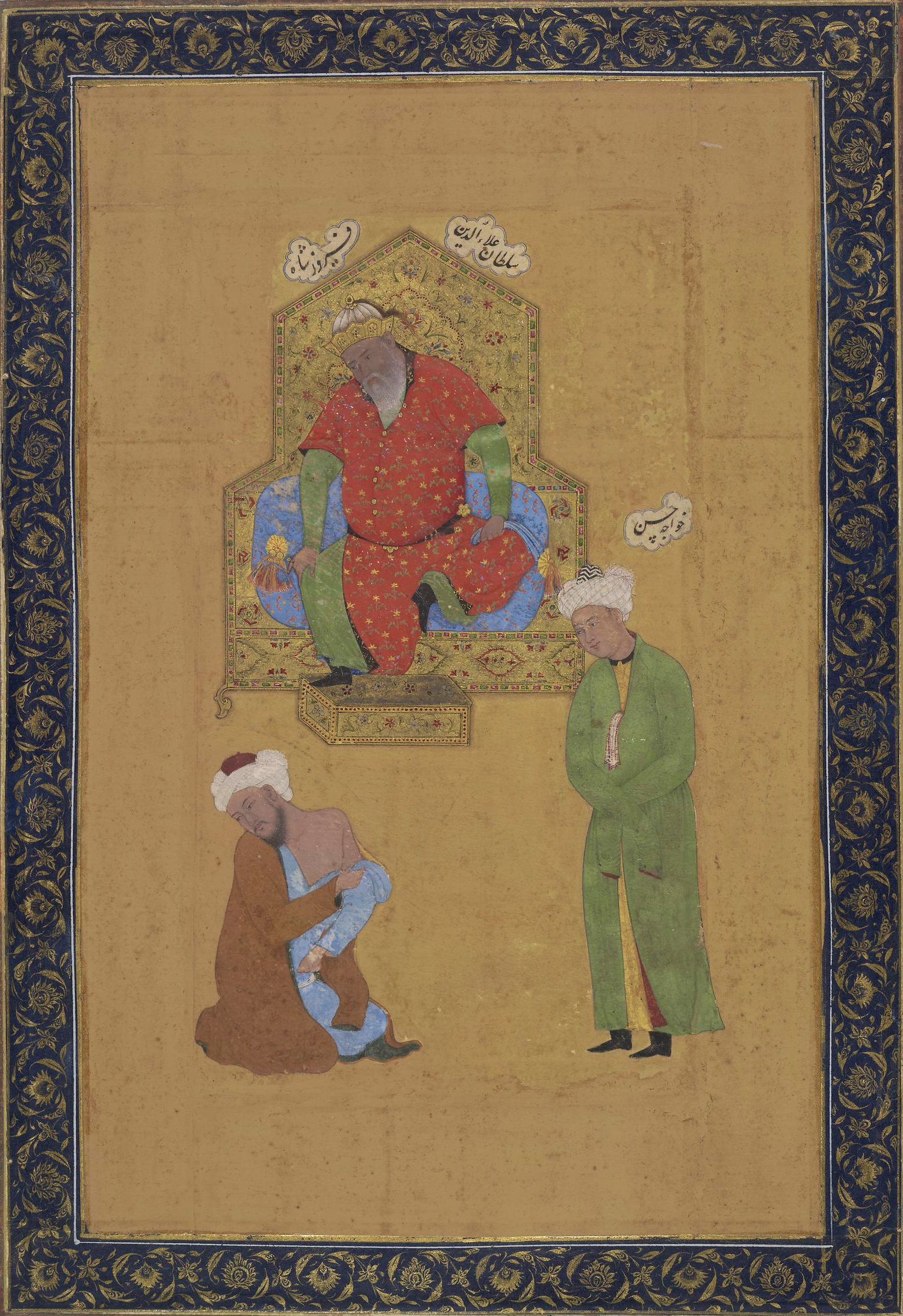
Miniatuurschildering die waarschijnlijk sultan Jalaluddin Firuz Khalji en twee adviseurs uitbeeldt.
(ca.1640), collectie British Museum

Jalaluddin Firuz Khalji (Perzisch: جلال الدین فیروز خلجی; gestorven Kara, 20 juli 1296) was van 1290 tot en met 1296 sultan van Delhi. Hij was de stichter van de Khaljidynastie van Delhi.
Toen sultan Muizuddin Qaiqabad in 1290 verlamd raakte werd zijn driejarige zoontje Kayumars op de troon gezet. Jalaluddin Firuz Khalji, wiens oorspronkelijke naam Malik Firuz luidde, werd aangesteld als regent. Khalji liet Kayumars echter gevangennemen om zichzelf daarna uit te roepen als sultan. Hij werd op 13 juli 1290 gekroond.
Tijdens zijn regering vielen de Mongolen van het Khanaat van Chagatai India binnen. Jalaluddin Firuz Khalji was in staat het gevaar met een combinatie van militaire overwinningen en slimme diplomatie te doen keren. Een aantal jaren later, tijdens de regering van Alauddin Khalji, zouden de Mongolen opnieuw India binnenvallen.
Alauddin Khalji was een neef van Jalaluddin Khalji, die door zijn oom op veroveringstocht naar de Dekan in centraal India werd gestuurd. Toen Alauddin Kalji's leger beladen met buit terugkeerde, maakte de sultan de vergissing zijn neef tegemoet te reizen. Alauddin Khalji maakte van de gelegenheid gebruik om zijn oom te vermoorden en zichzelf tot sultan uit te roepen.